# Who You Are (песня)
«Who You Are» — песня британской певицы Jessie J из её дебютного альбома Who You Are. Автором песни является Jessie J в соавторстве с Тоби Гэдом и Шелли Пайкен.

## О песне
Лирика песни повествует о что нужно оставаться в любой ситуации самим собой. «Who You Are» это поп-рок песня с элементами R&B. Джесси назвала альбом одним именем с этой песней так как очень гордится этой песней. Во время интервью на The Sofitel's Stone 2 ноября 2011 года , Джесси объяснила , что речь в песне идет о вере в себя. По данным The Independent «Who You Are» , является самой любимой песней среди фанатов Джесси (данные основываются на просмотрах видео на YouTube и упоминаниях в Twitter и Facebook). Изначально песня была выпущена в качестве промосингла.

## Критика
Песня получила положительные отзывы от большинства критиков. Майк Дайвер из BBC Music назвал песню нежной и ярко выделяющейся из всего звучания альбома. Кэролин Силиван  из The Guardian сравнила лирику песни с композицией Born This Way американской певицы Lady Gaga.

## Список композиций
- Digital download

1. "Who You Are" – 3:50

- Digital EP[2]

1. "Who You Are" – 3:50
2. "Who You Are" (Exemen Remix) - 5:07
3. "Who You Are" (Seamus Haji Remix Radio Edit) - 3:46
4. "Who You Are" (Live Acoustic Version) - 5:19

## Чарты
| Чарт (2011)                       | Наивысшая позиция |
| --------------------------------- | ----------------- |
| ARIA                              | 86                |
| Canadian Hot 100                  | 85                |
| Ирландия (IRMA)                   | 23                |
| Швеция (Sverigetopplistan)        | 37                |
| Великобритания (UK Singles Chart) | 8                 |